# シャンヌのパリ、そしてアメリカ
『シャンヌのパリ、そしてアメリカ』（A Soldier's Daughter Never Cries）は、1998年制作のジェームズ・アイヴォリー監督のイギリス映画。原作はケイリー・ジョーンズ。

## ストーリー
パリに住むアメリカ人作家ビル（クリス・クリストファーソン）と妻のマルチュラ（バーバラ・ハーシー）、そして娘のシャンヌの一家にフランス人の養子ブノワが迎え入れる。父親のビルは、なかなか家族に馴染めないブノワを暖かく見守り、やがてブノワは無事家族の一員となる。一方、思春期を迎えたシャンヌ（リーリー・ソビエスキー）は個性的なフランソワと友人になるが次第に2人の関係が変化していくようになる。

## キャスト
| 役名                     | 俳優                           | 日本語吹替 |
| ------------------------ | ------------------------------ | ---------- |
| シャンヌ・ウィリス       | リーリー・ソビエスキー         | 矢島晶子   |
| ビル・ウィリス           | クリス・クリストファーソン     | 菅生隆之   |
| マルチュラ・ウィリス     | バーバラ・ハーシー             | 沢田敏子   |
| ブノワ                   | ジェシー・ブラッドフォード     |            |
| フランシス               | アンソニー・ロス・コンタンツォ |            |
| カンディダ               | ドミニク・ブラン               |            |
| ミセス・フォーテスキュー | ジェーン・バーキン             | 一城みゆ希 |
| ママドゥー               | イザック・ド・バンコレ         |            |
| ブノワの母               | ヴィルジニー・ルドワイヤン     | 大坂史子   |
| マダム・ボーヴィエ       | マーシャ・メリル               |            |